# پول، پول، پول
پول، پول، پول (به انگلیسی: Money, Money, Money) که نخست «دختر کولی» (به انگلیسی: Gypsy Girl) نام داشت، ترانه‌ای از گروه پاپ سوئدی آباست. نویسندگی این ترانه را نیز همچون بیشتر کارهای گروه، بنی آندِشون و بیورن اولویوس برعهده داشته‌اند. «پول، پول، پول» در قالب تک‌آهنگی در ۱ نوامبر ۱۹۷۶ و پس از تک‌آهنگ «ملکهٔ رقصان» منتشر شد. هر دوی این ترانه‌ها برگرفته از یک آلبوم با نام ورود بودند. ترانهٔ «دنیای دیوانه» که در ۱۹۷۴ و طی جلسات ضبط آلبوم آبا ضبط شده بود نیز روی دیگر صفحهٔ پول، پول، پول را تشکیل می‌داد.
گروه آبا بخش‌هایی از این ترانه را به‌صورت زنده در فیلن تهیه‌شده از گروه در سال ۱۹۷۷ با عنوان ABBA: The Movie اجرا کردند. همچنین در تئاتر موزیکال ماما میا!، این ترانه توسط کاراکتر دانا، در حالیکه توضیح می‌دهد چقدر سخت باید کار کند تا بتواند رستوران کوچکش را اداره نماید و اینکه آرزوی زندگی‌ای بهتر و ثروتمندتر را دارد خوانده می‌شود. در اقتباس سینمایی آن نیز با عنوان ماما میا!، مریل استریپ ترانهٔ پول، پول، پول را می‌خواند.

## کلیپ ویدئویی
موزیک‌ویدئوی ترانهٔ «پول، پول، پول» با الهام از فیلم کاباره ساخته شد. در این ویدئو، آنی-فرید لینگستاد کلاهی بر سر دارد که یادآور سال‌های ۱۹۲۰ است. آنی-فرید در این ویدئو به هنگام خواندن ترانه در دنیای واقعی نمایش داده می‌شود و هنگامی که به اجرای همخوانان می‌رسد در رؤیای پول و یک زندگی خوب به تصویر کشیده می‌شود. لاس هالشتروم، کارگردان ویدئو بعدتر اذعان داشت که این بهترین موزیک‌ویدئوی آبا بوده که او کارگردانی کرده است.
ویدئوی آلترناتیو دیگری نیز از این ترانه برای نمایش در برنامهٔ ویژهٔ تلویزیونی «آبا-دادا-دووو!!» ساخته شد که در آن آنی-فرید و آنگنیه‌تا فلتسکوگ لباس‌هایی به سبک سال‌های ۱۹۳۰ بر تن و پرهایی بر سر دارند.

## موقعیت در چارت‌های موسیقی
«پول، پول، پول» دومین ترانه از آلبوم ورود بود که به موفقیتی جهانی دست یافت. این ترانه در جداول موسیقی کشورهای استرالیا، آلمان غربی، بلژیک، فرانسه، نیوزیلند و هلند به مقام نخست رسید و در اتریش، ایرلند، بریتانیا، نروژ و سوئیس وارد ۳ آهنگ بالای جدول شد و جایگاه‌های سوم و دوم را در این کشورها به خود اختصاص داد.
| جداول موسیقی (۱۹۷۶/۱۹۷۷) | بالاترین رتبه |
| ------------------------ | ------------- |
| جدول تک‌آهنگ‌های استرالیا  | ۱             |
| جدول تک‌آهنگ‌های اتریش     | ۳             |
| جدول تک‌آهنگ‌های بلژیک     | ۱             |
| جدول تک‌آهنگ‌های هلند      | ۱             |
| یوروچارت هات ۱۰۰         | ۱             |
| جدول تک‌آهنگ‌های فنلاند    | ۷             |
| جدول تک‌آهنگ‌های فرانسه    | ۱             |
| جدول تک‌آهنگ‌های آلمان     | ۱             |
| جدول تک‌آهنگ‌های ایرلند    | ۲             |
| جدول تک‌آهنگ‌های مکزیک     | ۱             |
| جدول تک‌آهنگ‌های نیوزیلند  | ۱             |
| جدول تک‌آهنگ‌های نروژ      | ۲             |
| جدول تک‌آهنگ‌های سوئیس     | ۲             |
| جدول تک‌آهنگ‌های انگلستان  | ۳             |
| ۱۰۰ آهنگ داغ بیلبورد     | ۵۶            |